# Gabor Schablitzki

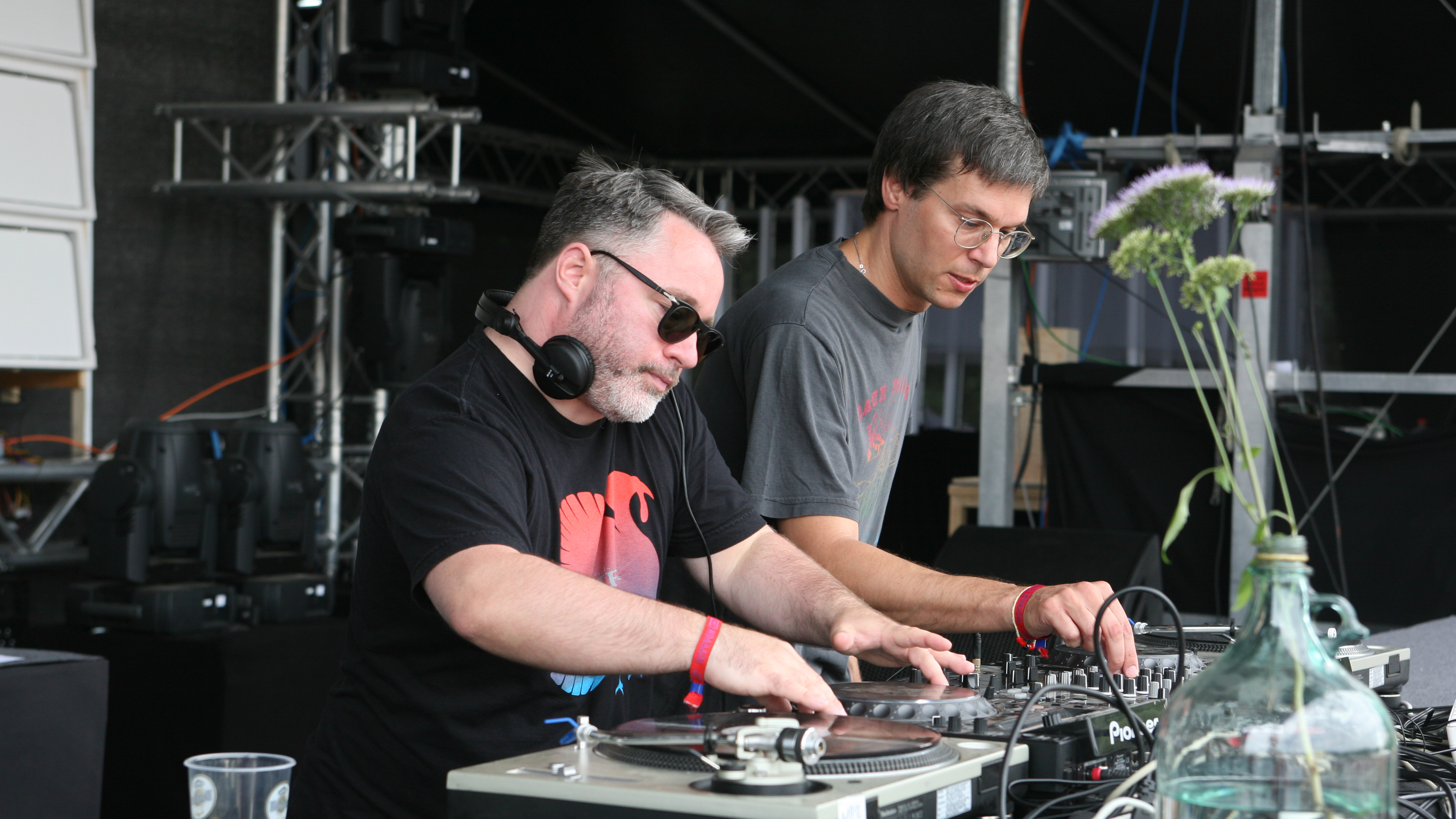
Gabor Schablitzki auf dem Nachtdigital 2014

Gabor Schablitzki (* 3. Juli 1974 in Rudolstadt, DDR) ist ein deutscher DJ, Musiker und Musikproduzent aus Jena. Bis zum 31. Dezember 2009 bildete Schablitzki zusammen mit Sören Bodner alias Monkey Maffia das DJ-Duo Wighnomy Brothers. Seit 2002 tourt und produziert er solo als Robag Wruhme. Weitere Pseudonyme, die er für seine Produktionen verwendet, sind Rolf Oksen, Themroc und Die Dubrolle.

## Werdegang
Schablitzki wurde 1974 im thüringischen Rudolstadt geboren und hat seine Kindheit in Apolda verbracht. Er war Vorsitzender des Freundschaftsrates in seiner Schule. Während der Wendezeit zog er dann nach Jena. In Apolda lernte er Thomas Sperling kennen, mit dem er regelmäßig nach Berlin gefahren ist und im Hard Wax Schallplatten kaufte.
Schablitzki betätigte sich als Teenager zu Beginn der 1990er erstmals als DJ und legte hauptsächlich Chillout-Musik auf. 1996 gründete er mit Volker Kahl das Projekt Beefcake und produzierte mit ihm experimentelle, harmonische Electronica-Musik. Währenddessen trat er mit seinem Freund und Partner Sören Bodner bereits regelmäßig in Thüringer Clubs und auf Partys als DJ-Team auf. Ab 1997 nannten Schablitzki und Bodner sich Wighnomy Brothers; 1998 gründeten sie das Plattenlabel Freude am Tanzen. Seit 2001 veröffentlicht Schablitzki unter dem Namen Wighnomy Brothers auch Schallplatten und fertigt Remixe für andere Künstler an. 
Erste Veröffentlichungen unter dem Pseudonym Robag Wruhme erschienen 2002. Die erste LP Wuzzelbud KK (2004), mit minimaler elektronischer Tanzmusik, erntete viel Kritikerlob und verschaffte Robag Wruhme große Bekanntheit in der Szene. Die erste Tour nach Japan folge im Jahr 2005 und danach auch nach Südamerika. In dem 2009 erschienenen Film Speaking in Code begleitete ein Kamerateam aus den USA die Wighnomy Brothers und andere Künstler bei Auftritten und besuchte sie im Jenaer Club 
Kassablanca, wo Schablitzki auch die Finanz- und Lohnbuchhaltung übernahm. 2011 ist auf dem Label von DJ Koze das zweite Album Thora Vukk erschienen, das 2021 als limitierte Coloured Vinyl wiederaufgelegt wurde.
Nach sechs Jahren ohne Langspieler erschienen 2018 die Doppel-EP Wuzzelbud FF und 2019 das Album Venq Tolep, das der Web-Radiosender ByteFM als „zum [...] Tanz aufforderndes Stück Ambient-House“ beschrieb.
Im Sommer 2021 hat Schablitziki auch sein eigenes Label Tulpa Ovi gegründet.

## Diskografie (Auswahl)

### Alben
- 2004: Robag Wruhme – Wuzzelbud "KK" (Musik Krause)
- 2011: Robag Wruhme – Wuppdeckmischmampflow (Mix-CD, Kompakt)
- 2011: Robag Wruhme – Thora Vukk (Pampa Records)
- 2012: Robag Wruhme – Olgamikks (Mix-CD, Nachtdigital)
- 2019: Robag Wruhme – Venq Tolep (Pampa Records)
- 2023: Robag Wruhme – T.O.R. LP 001 (Tulpa Ovi Records)

## Singles und EPs
- 2000: DJ Gabor – Summertime (Remixes) (Freude Am Tanzen)
- 2002: Robag Wruhme – Backkatalog (Musik Krause)
- 2002: Robag Wruhme / Metaboman – Zwei Maenner Im Split (Musik Krause)
- 2003: Robag Wruhme – Kopfnikker (Musik Krause)
- 2004: Robag Wruhme – Stekkrüben EP (Vakant)
- 2004: Robag Wruhme – K.T.B. (Sonar Kollektiv)
- 2004: Robag Wruhme – Wuzzelbud "KK" (Musik Krause)
- 2004: Robag Wruhme – Jena Makks EP (Milnor Modern)
- 2005: Robag Wruhme – Wortkabular (Remixes) (Musik Krause)
- 2005: Robag Wruhme vs. Jay Haze – Socrates Rules (Contexterrior)
- 2006: Wighnomy Brothers aka Robag Wruhme & Monkey Maffia – Okkasion EP (Freude Am Tanzen)
- 2006: Robag Wruhme – Papp-tonikk EP (Musik Krause)
- 2006: Wighnomy Brothers aka Robag Wruhme & Monkey Maffia – Moppal Kiff (Freude Am Tanzen)
- 2007: Robag Wruhme – The Lost Archive 1998 − 2007 (Musik Krause)
- 2007: Robag Wruhme als Rolf Oksen – Bart Eins EP (Freude Am Tanzen)
- 2008: Robag Wruhme als Themroc – Dash Shopper (Freude Am Tanzen)
- 2009: Robag Wruhme – Abusus Adde (Vakant)
- 2009: Robag Wruhme als Die Dub Rolle – Lampetee (Movida Records)
- 2010: Robag Wruhme – Dreiklangkapriolen (Musik Krause)
- 2010: Robag Wruhme – Proviant (Circus Company)
- 2010: Robag Wruhme – Rekksmi Sessions (FAT12inch)
- 2010: Robag Wruhme / Pachanga Boys – Teaser 3 (Total)
- 2011: Skydden / Erobique & Robag Wruhme / Map.ache – Nachti Zehn Zoll (Nachtdigital)
- 2011: Robag Wruhme – Donnerkuppel (Kompakt)
- 2011: Isolée / Robag Wruhme – Taktell / Thora Vukk (Pampa Records)
- 2012: Robag Wruhme – Leistenhans Zwo (Musik Krause)
- 2015: Robag Wruhme – Cybekks (Pampa Records)
- 2016: DJ Koze / Robag Wruhme – Driven / X-mop 198 (Hart & Tief)
- 2018: Robag Wruhme – Wuzzelbud FF (Hart & Tief)
- 2020: Robag Wruhme - Speicher 115 (Kompakt Extra)
- 2021: Robag Wruhme - Speicher 117 (Kompakt Extra)
- 2021: Robag Wruhme - Spoddy Spy EP (Tulpa Ovi Records)
- 2021: Robag Wruhme - Avo Thal EP (Tulpa Ovi Records)
- 2022: Robag Wruhme - Bortonkk_21 EP (Tulpa Ovi Records)
- 2023: Robag Wruhme - Bobb EP (Tulpa Ovi Records)
- 2024: Robag Wruhme - Speicher 132 (Kompakt Extra)
- 2024: Robag Wruhme - Wabb Bodun Remixes (Tulpa Ovi Records)